# Carmona (Cavite)
Carmona é um município de  primeira classe de renda municipal (d) na província Cavite, nas Filipinas. De acordo com o censo de 1 de maio  de  2020 possui uma população de 106 256 pessoas e 28 154 domicílios.